# 月刊ジェイ・ノベル
『月刊ジェイ・ノベル』（げっかんじぇいのべる、月刊J-novel）は、株式会社実業之日本社が発行している月刊の小説誌である。判型はA5。毎月15日に発売されている。雑誌コードは05103。

## 沿革と概要
2001年12月まで刊行されていた『週刊小説』の後身。2002年3月15日に創刊された。キャッチコピーは「味わい深い一編の小説と一杯のコーヒー」であった。2009年7月号より、キャッチコピーが「生まれたての物語をあなたに」となった。同号から2011年6月号までは、木村伊兵衛賞を受賞した写真家、浅田政志の写真が表紙を飾った。2011年7月号から2012年6月号までは、実業之日本社文芸出版100周年を記念して、「心に響く百年の名作」と題し、100年の間に発表された名作を特集。坂口安吾『堕落論』、藤沢周平『橋ものがたり』、川端康成『乙女の港』などが取り上げられた。2013年2月号からは、イラストレーター平沢下戸が「動物たちと物語の世界へ」というテーマで表紙を飾っている。
2014年7月号からは、デザイナー水戸部功が表紙デザインを担当している。東京都北区生まれの内田康夫の協力により創設された北区 内田康夫ミステリー文学賞の受賞作発表が行われている。本誌連載の後、ハードカバー化されるケースの他、新書判レーベルであるジョイ・ノベルスに収録されるケースもある。稀なケースとして、東野圭吾『白銀ジャック』は、本誌連載後、単行本を経ずに、実業之日本社文庫に収録、発売された（いきなり文庫）。
2017年3月15日発売の2017年4月号をもって、紙媒体での刊行を終了し、2017年4月から〈Webジェイ・ノベル〉へ移行する。